# 龔膺
龔膺（1427年—？），字維善，福建福州府寧德縣人，明朝政治人物。進士出身。

## 生平
福建鄉試第八十二名。天順八年（1464年）甲申科會試第六十八名，殿試登進士第二甲第五十四名。

## 家族
曾祖父龔子明。祖父龔澤回。父亲龔瑀。